# مارلا اولمستد
مارلا اولمستد (انگلیسی: Marla Olmstead؛ زادهٔ ۲۰۰۰) یک نقاش اهل ایالات متحده آمریکا است.